# Trà Vinh (xã)
Trà Vinh là một xã thuộc huyện Nam Trà My, tỉnh Quảng Nam, Việt Nam.

## Địa lý
Xã Trà Vinh là xã vùng núi cao thuộc huyện Nam Trà My, cách trung tâm hành chính huyện 17 km về hướng tây nam, có vị trí địa lý:
- Phía bắc giáp xã Trà Vân
- Phía nam giáp tỉnh Kon Tum
- Phía tây giáp xã Trà Don
- Phía đông giáp tỉnh Quảng Ngãi.

Xã Trà Vinh có diện tích 38,51 km², dân số năm 2019 là 1.921 người, mật độ dân số đạt 50 người/km².

## Hành chính
Xã được chia thành 4 thôn: 1, 2, 3, 4.